# Sant Bonet d'Orcivau
Saint-Bonnet-près-Orcival és un municipi francès situat al departament del Puèi Domat i a la regió d'Alvèrnia-Roine-Alps. L'any 2007 tenia 435 habitants.

## Demografia

### Població
El 2007 la població de fet de Saint-Bonnet-près-Orcival era de 435 persones. Hi havia 185 famílies de les quals 63 eren unipersonals (28 homes vivint sols i 35 dones vivint soles), 51 parelles sense fills, 67 parelles amb fills i 4 famílies monoparentals amb fills.
La població ha evolucionat segons el següent gràfic:
Habitants censats

### Habitatges
El 2007 hi havia 283 habitatges, 193 eren l'habitatge principal de la família, 60 eren segones residències i 30 estaven desocupats. 269 eren cases i 12 eren apartaments. Dels 193 habitatges principals, 170 estaven ocupats pels seus propietaris, 17 estaven llogats i ocupats pels llogaters i 7 estaven cedits a títol gratuït; 4 tenien una cambra, 9 en tenien dues, 34 en tenien tres, 47 en tenien quatre i 100 en tenien cinc o més. 159 habitatges disposaven pel capbaix d'una plaça de pàrquing. A 69 habitatges hi havia un automòbil i a 105 n'hi havia dos o més.

### Piràmide de població
La piràmide de població per edats i sexe el 2009 era:
| Homes | Edats   | Dones |
| ----- | ------- | ----- |
| 0     | 95 o +  | 0     |
| 0     | 90 a 94 | 0     |
| 0     | 85 a 89 | 16    |
| 0     | 80 a 84 | 4     |
| 20    | 75 a 79 | 8     |
| 8     | 70 a 74 | 12    |
| 16    | 65 a 69 | 12    |
| 20    | 60 a 64 | 4     |
| 4     | 55 a 59 | 20    |
| 12    | 50 a 54 | 8     |
| 16    | 45 a 49 | 0     |
| 12    | 40 a 44 | 24    |
| 8     | 35 a 39 | 16    |
| 20    | 30 a 34 | 12    |
| 20    | 25 a 29 | 8     |
| 8     | 20 a 24 | 0     |
| 8     | 15 a 19 | 8     |
| 20    | 10 a 14 | 8     |
| 24    | 5 a 9   | 8     |
| 4     | 0 a 4   | 4     |

## Economia
El 2007 la població en edat de treballar era de 274 persones, 226 eren actives i 48 eren inactives. De les 226 persones actives 216 estaven ocupades (117 homes i 99 dones) i 10 estaven aturades (7 homes i 3 dones). De les 48 persones inactives 19 estaven jubilades, 12 estaven estudiant i 17 estaven classificades com a «altres inactius».

### Ingressos
El 2009 a Saint-Bonnet-près-Orcival hi havia 196 unitats fiscals que integraven 459 persones, la mediana anual d'ingressos fiscals per persona era de 17.458 €.

### Activitats econòmiques
Dels 18 establiments que hi havia el 2007, 1 era d'una empresa alimentària, 4 d'empreses de construcció, 6 d'empreses de comerç i reparació d'automòbils, 1 d'una empresa de transport, 5 d'empreses d'hostatgeria i restauració i 1 d'una empresa de serveis.
Dels 4 establiments de servei als particulars que hi havia el 2009, 3 eren fusteries i 1 restaurant.
Dels 2 establiments comercials que hi havia el 2009, 1 era una botiga de menys de 120 m² i 1 una fleca.
L'any 2000 a Saint-Bonnet-près-Orcival hi havia 37 explotacions agrícoles que ocupaven un total de 1.204 hectàrees.

## Equipaments sanitaris i escolars
El 2009 hi havia una escola elemental integrada dins d'un grup escolar amb les comunes properes formant una escola dispersa.

## Poblacions més properes
El següent diagrama mostra les poblacions més properes.